# Králiky, Banská Bystrica
Králiky este o comună slovacă, aflată în districtul Banská Bystrica din regiunea Banská Bystrica, pe malul râului Tajovský potok⁠(d). Localitatea se află la altitudinea de 668 m deasupra n.m., se întinde pe o suprafață de 1,65 km2 și în 2006 număra 591 de locuitori. 

## Istoric
Localitatea Králiky este atestată documentar din 1668.

## Demografie
| An:                | 1994 | 2004    | 2014    | 2024    |
| ------------------ | ---- | ------- | ------- | ------- |
| Număr de persoane: | 459  | 542     | 638     | 712     |
| Diferență:         |      | +18,08% | +17,71% | +11,59% |

| An:                | 2023 | 2024   |
| ------------------ | ---- | ------ |
| Număr de persoane: | 715  | 712    |
| Diferență:         |      | −0,41% |